# 骑骡沟镇
骑骡沟镇，原为骑骡沟乡，是中华人民共和国四川省凉山彝族自治州宁南县下辖的一个乡镇级行政单位。2019年12月，撤销倮格乡，将原倮格乡红梁村所属行政区域划归骑骡沟镇管辖。

## 行政区划
骑骡沟镇下辖以下地区：
五四村、果木村、胜利村、江边村和正坝村。

## 事件
2000年6月26日凌晨，50岁的男子殷开华因所管蚕桑款帐目不清受到乡党委政府领导的批评，加上其女未被乡农经站录用而怀恨在心，用雷管引爆乡政府办公兼住宿楼，致使乡长刘德华、乡党委副书记邓瑞昌，副乡长罗传芳等6人喪生，另有6人受伤。